# Hapoel Lod FC
El Hapoel Lod FC (en hebreo: הפועל לוד‎) fue un equipo de fútbol de Israel que alguna vez jugó en la Ligat Leumit, la anterior liga de fútbol más importante del país.

## Historia
Fue fundado en el año 1957 en la ciudad de Lod, donde seis años después ascendieron a la Liga Leumit, que en ese entonces era la máxima categoría del fútbol en Israel, pero solamente duraron una temporada en la primera división y descendieron.
Retornaron a la máxima categoría en 1983, quedando en séptimo lugar y llegando a la final de la Copa de Israel por primera vez en su historia, en la cual vencieron al Hapoel Be'er Sheva FC en penales 3-2 luego de que en el tiempo regular terminara 0-0.
En la temporada 1984/85 descendieron al segundo nivel tras quedar penúltimo y en la temporada siguiente quedaron en tercer lugar de la Liga Artzit (que era la segunda división) y retornaron a la Liga Leumit.
En la temporada de 1986/87 quedaron en cuarto lugar, su mejor posición en la historia en la máxima categoría, pero al año siguiente volvieron a quedar de penúltimos y descendieron. En la temporada 1989/90 quedaron último lugar en la Liga Artzit y descendieron a la Liga Alef.
En 1997 retornaron a la Liga Artzit, pero en la temporada 1998/99 descendieron supuestamente a la tercera división, pero las reformas a la liga hechas por la Asociación de Fútbol de Israel lo hicieron bajar a la cuarta división, la Liga Alef. Al finalizar la temporada 2001/02 descendieron a la Liga Bet y desapareció. El club jugó un total de 6 temporadas en la máxima categoría, jugando 179 partidos y son un rendimiento general del 39%.
En el 2002 nació el Hapoel Maxim Lod FC (nombre dado por el exalcalde de la ciudad de Lod Maxim Levy), aunque solamente existió hasta el 2007.

## Palmarés
- Copa de Israel: 1

1983/84